# Liste der Nummer-eins-Hits in den Niederlanden (1975)
Diese Liste enthält alle Nummer-eins-Hits in den Niederlanden im Jahr 1975. Es gab in diesem Jahr 20 Nummer-eins-Singles und 18 Nummer-eins-Alben.
| Singles | Alben |
| --- | --- |
| - Mud – Lonely This Christmas - 2 Wochen (21. Dezember 1974 – 10. Januar 1975) - Billy Swan – I Can Help - 3 Wochen (11. Januar – 31. Januar) - Labelle – Voulez-vous coucher avec moi ce soir? - 4 Wochen (1. Februar – 28. Februar) - Joey Dyser – 100 Years - 3 Wochen (1. März – 21. März) - Shirley & Company – Shame Shame Shame - 2 Wochen (22. März – 4. April) - Johnny & Orquestra Rodrigues – Hey mal yo - 2 Wochen (5. April – 18. April) - George Baker Selection – Paloma Blanca - 3 Wochen (19. April – 9. Mai) - Roger Glover & Guests – Love Is All - 3 Wochen (10. Mai – 30. Mai) - Jim Gilstrap – Swing Your Daddy - 2 Wochen (31. Mai – 13. Juni) - Moments & Whatnauts – Girls - 2 Wochen (14. Juni – 27. Juni) - Barry & Eileen – If You Go - 3 Wochen (28. Juni – 18. Juli) - Tammy Wynette – Stand by Your Man - 2 Wochen (19. Juli – 1. August) - Kamahl – The Elephant Song - 5 Wochen (2. August – 5. September) - Rod Stewart – Sailing - 4 Wochen (6. September – 3. Oktober) - Alexander Curly – \|Guus - 3 Wochen (4. Oktober – 24. Oktober) - Hank the Knife & the Jets – Stan the Gunman - 1 Woche (25. Oktober – 31. Oktober) - George Baker Selection – Morning Sky - 2 Wochen (1. November – 14. November) - Dave – Dansez maintenant - 2 Wochen (15. November – 28. November) - KC and the Sunshine Band – That’s the Way (I Like It) - 2 Wochen (29. November – 12. Dezember) - Pussycat – Mississippi - 4 Wochen (13. Dezember 1975 – 9. Januar 1976) | - George Baker Selection – 5 jaar hits - 4 Wochen (14. Dezember 1974 – 10. Januar 1975) - Robert Long – Vroeger of later - 3 Wochen (11. Januar – 31. Januar, insgesamt 14 Wochen; → 1974) - Nana Mouskouri – Nana's Book Of Songs - 5 Wochen (1. Februar – 7. März) - Jack Jersey – I Wonder - 1 Woche (8. März – 14. März) - Sailor – Sailor - 1 Woche (15. März – 21. März) - Status Quo – On the Level - 2 Wochen (22. März – 4. April, insgesamt 5 Wochen) - Golden Earring – Switch - 1 Woche (5. April – 11. April) - Status Quo – On the Level - 3 Wochen (12. April – 2. Mai, insgesamt 5 Wochen) - George Baker Selection – Paloma Blanca - 6 Wochen (3. Mai – 13. Juni, insgesamt 9 Wochen) - Het Simplisties Verbond – De eerste Langspielplaat van het Simplisties Verbond - 1 Woche (14. Juni – 20. Juni) - Robert Long – Vroeger of later - 1 Woche (21. Juni – 27. Juni, insgesamt 14 Wochen) - George Baker Selection – Paloma Blanca - 3 Wochen (28. Juni – 18. Juli, insgesamt 9 Wochen) - Eagles – One Of These Nights - 2 Wochen (19. Juli – 1. August) - Tammy Wynette – Stand By Your Man - 2 Wochen (2. August – 15. August) - Kamahl – The Elephant Song - 4 Wochen (16. August – 12. September) - Golden Earring – The Best Of Golden Earring – 10 Years, 20 Hits - 1 Woche (13. September – 19. September) - Alexander Curly – Vette jus & boerenjongens - 5 Wochen (20. September – 24. Oktober) - Pink Floyd – Wish You Were Here - 2 Wochen (25. Oktober – 7. November) - Reinhard Mey – Als de dag van toen - 5 Wochen (8. November – 12. Dezember) - Thijs van Leer – Introspection 2 - 1 Woche (13. Dezember – 19. Dezember) - George Baker Selection – A Song For You - 3 Wochen (20. Dezember 1975 – 9. Januar 1976) |